# Kraljevi letalski korpus
Kraljevi letalski korpus (angleško Royal Flying Corps; kratica RFC) je bil vojnoletalski korpus Oboroženih sil Združenega kraljestva večji del prve svetovne vojne. 

## Zgodovina
13. maja 1912 je bil izdan kraljevi nalog, ki je ukazal ustanovitev RFC z reorganizacijo Zračnega bataljona Kraljevih inženircev. Sprva je bilo načrtovano, da bo to krovna organizacija za vse britanske letalske enote, toda Kraljeva vojna mornarica je ustanovila lastno Kraljevo pomorsko zračno službo (RNAS).
Ob koncu leta 1912 je bilo v sestavu korpusa 12 toplozračnih balonov s posadko in 36 dvokrilnih lovskih letal. 
1. aprila 1918 so RFC in RNAS združili v enotno vejo oboroženih sil - Kraljevo vojno letalstvo (RAF).